# Frisco (Texas)
Pour les articles homonymes, voir Frisco.
Frisco est une ville de l'État du Texas, située dans la banlieue nord de Dallas sur les comtés de Collin et Denton. Lors du recensement réalisé en 2000 on y dénombrait 33 714 habitants. Toutefois une forte croissance démographique fait estimer la population à 75 000 habitants en 2005, puis 90 598 en septembre 2006 selon le Frisco Planning Department. Frisco a été et continue à être l'une des villes ayant la plus forte croissance de population aux États-Unis. Vers la fin des années 1990, le développement du North Dallas était explosif avec l'agrandissement de banlieues telles que Plano ou McKinney.
La population en 2010 était de 116 989 habitants.

## Histoire
Quand la région de Dallas était occupée par les immigrés européens, plusieurs colons ont voyagé en chariot le long du vieux Shawnee Trail. Cette piste a été également employée pour le transport du bétail provenant d'Austin, et est devenue plus tard la Preston Trail, et après, Preston Road. Avec toute cette activité, la communauté de Lebanon a été fondée le long de cette ligne et un bureau de poste y a ouvert en 1860. En 1902, une ligne du St. Louis-San Francisco Railway était construite dans la zone. La nouvelle ville a été à l'origine appelée Emerson, mais ce nom a été rejeté par le service postal des États-Unis car étant trop semblable à une autre ville dans le Texas. En 1904, les résidents ont choisi Frisco City en l'honneur du St. Louis-San Francisco Railway sur lequel la ville a été fondée.

## Géographie
Selon le bureau du recensement des États-Unis, la ville a une surface totale de 181,4 km2 dont 181 km2 de terre et 0,4 km2 d'eau (0,23 % d'eau).

## Politique
Frisco est une ville "Home Rule". Les électeurs de Frisco ont adopté cette charte initiale de "Home Rule" en 1987. En mai 2002, les résidents de Frisco ont voté pour mettre à jour la charte et approuver 19 propositions.
La forme de gouvernement adoptée par Frisco est le gouvernement à gérance municipale, qui se compose d'un maire, de six membres du conseil municipal élus et un gérant municipal. Les fonctions des membres du Conseil incluent de décréter la législation locale (ordonnances), adopter des budgets, déterminer des politiques et nommer le gérant municipal et le secrétaire de la ville.
Le maire actuel est Mike Simpson, le Mayor Pro Tem est Maher Maso, et le Mayor Pro Tem auxiliaire est Bob Allen.

## Démographie
En 1990, la population de Frisco était de 6 138 habitants.
En date du recensement de 2000, il y avait 33 714 personnes, 12 065 ménages, et 9 652 familles résidant dans la ville. La densité de population était de 186,3 hab./km2. La ville était alors composée de:
- 87,25 % Blancs
- 3,76 % Afro-américains
- 2,35 % Asiatiques
- 0,38 % Amérindiens
- 0,03 % Océaniens
- 4,34 % Autres races
- (11,02 % ethnie Hispanique)

## Économie

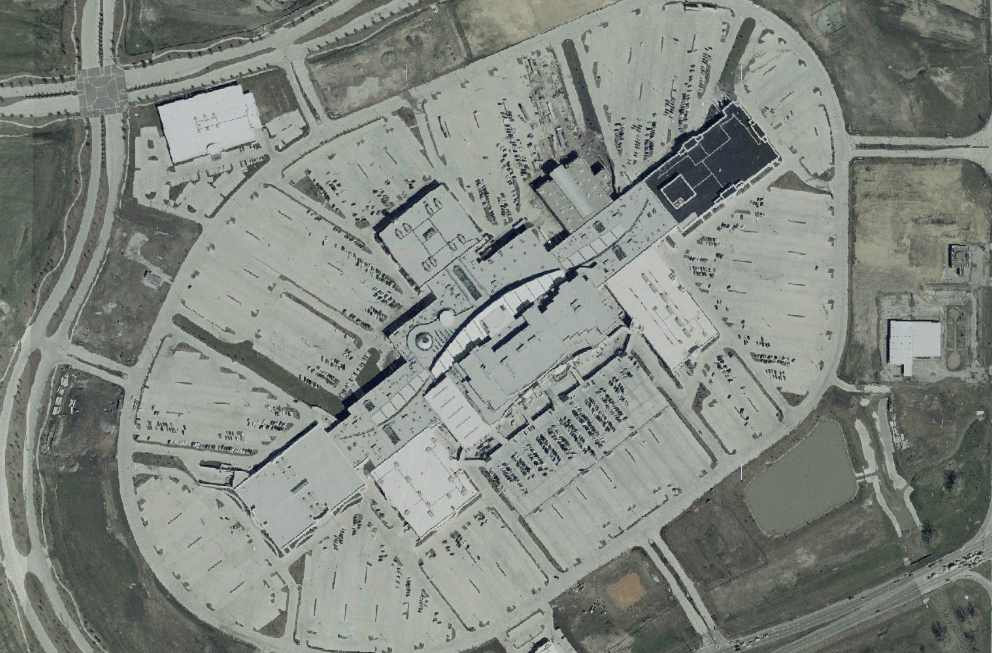
Image satellite du Stonebriar Centre

Comme beaucoup de banlieues de Dallas, Frisco accumule un nombre énorme de magasins, y compris le Stonebriar Centre, un centre commercial de 165 boutiques avec une surface de 153 290 mètres carrés, et un magasin Ikea avec une surface de 28 800 m2. Les établissements de commerce au détail et les chaînes de restaurants occupent Preston Road qui est l'une des artères principales nord-sud du trafic dans la ville.
Frisco a pris une direction économique différente par rapport à beaucoup de villes environnantes et a choisi d'employer un pourcentage de taxe de vente locale pour fonder la Frisco Economic Development Corporation (FEDC) plutôt que le DART, le corps régional de transport. Les fonds du FEDC ont été employés pour fournir des incitations aux entreprises afin qu'elles s'installent dans Frisco. En conséquence, Frisco est également devenu le domicile de plusieurs équipes sportives comprenant le FC Dallas de la Major League Soccer qui s'est installé au Toyota Stadium, les Frisco RoughRiders de la Texas League qui sont affiliés aux Rangers du Texas, et une équipe de hockey, le Tornado du Texas qui joue dans la Dr Pepper Arena. Frisco est également le siège social et le centre d'entraînement pour les Stars de Dallas de la LNH.

## Éducation

### Enseignement primaire et secondaire
La majeure partie de Frisco fait partie du Frisco Independent School District. Quelques parties de la ville sont gérées par le Lewisville Independent School District, Little Elm Independent School District, et Prosper Independent School District. Le Frisco Independent School District dispose de deux lycées, le Frisco Centennial High School et le Frisco High School jusqu'à ce que l'année scolaire 2006-2007 ait commencé, quand un troisième et un quatrième, Frisco Liberty High School et Justin Wakeland High School se sont ouverts.

### Enseignement supérieur
Le campus de Preston Ridge du la Collin County Community College District s'est ouvert sur Wade Boulevard à Frisco en août 1995.
Dallas Baptist University (DBU) a ouvert un centre universitaire régional au Frisco's Hall Office Park en janvier 2006, situé sur Warren Parkway et Internet Boulevard.

## Sports
L'équipe de baseball AA mineure de la Texas League, les RoughRiders de Frisco joue à Frisco au Dr Pepper Ballpark. Stars de Dallas de la Ligue nationale de hockey a son siège à Frisco, et s'entraîne dans la Dr Pepper Arena. Le Tornado du Texas de la North American Hockey League est domicilié dans la ville depuis fin 2003, et peu de temps après la NAHL a déplacé ses bureaux principaux à Frisco. Le Thunder de Frisco de l'Intense Football League a commencé à jouer au football américain en salle au printemps 2007 dans la Dr Pepper Arena. FC Dallas (autrefois Dallas Burn), une équipe de la Major League Soccer qui a autrefois joué au Cotton Bowl de Dallas, a déménagé au Toyota Stadium de Frisco en août 2005. Un tournoi international de football pour jeunes, la Dallas Cup, est organisé tous les ans à Frisco et accueille des équipes du monde entier.
Depuis 2009, les Legends du Texas de la NBA Gatorade League.
Frisco est également la ville du Superdrome, un des meilleurs vélodromes extérieurs du pays.
La Southland Conference, une organisation de la Division I NCAA, s'est établie à Frisco en 2006.

## Personnalités liées
- Jaedyn Shaw, née en 2004 à Frisco, footballeuse, championne olympique.